# Typhlodromus kutabus
Typhlodromus kutabus är en spindeldjursart som beskrevs av Schicha och Corpuz-Raros 1992. Typhlodromus kutabus ingår i släktet Typhlodromus och familjen Phytoseiidae. Inga underarter finns listade i Catalogue of Life.